# Phạm Hùng (Champa)
Phạm Hùng (tiếng Trung: 范熊, trị vì 270 - 282) là vị vua thứ hai của nước Lâm Ấp. Ông là cháu ngoại của quốc vương đầu tiên, Khu Liên.:27 Ông là vị vua đầu tiên của họ Phạm.

## Trị vì
Dưới thời cai trị của ông, Lâm Ấp, với sự trợ giúp của Phù Nam, đã nhiều lần tấn công Giao Chỉ.:42–44 Các cuộc tấn công này tiếp tục kéo dài cho đến ít nhất là năm 280, khi thứ sử của Giao Chỉ báo cáo với hoàng đế mới của nhà Tấn về việc Lâm Ấp tiếp tục tấn công vào lãnh thổ của mình.
Sau khi mất, ông được Phạm Duật kế nhiệm.